# کونیمی، فوکوشیما
کونیمی، فوکوشیما (به لاتین: Kunimi, Fukushima) یک منطقهٔ مسکونی در ژاپن است که در استان فوکوشیما واقع شده‌است. کونیمی ۳۷٫۹۰ کیلومترمربع مساحت و ۹٬۴۸۴ نفر جمعیت دارد.